# Meltingen
Meltingen är en ort och kommun i distriktet Thierstein i kantonen Solothurn, Schweiz. Kommunen har 645 invånare (2023).